# Росс Маккосленд
Рос Маккослкнд (англ. Ross McCausland; нар. 12 травня 2003) — північноірландський футболіст, нападник клубу «Рейнджерс» і збірної Північної Ірландії .

## Клубна кар'єра
Вихованець місцевих клубів «Каунті Антрім» та «Лінфілд». Влітку 2019 року за £60 000 перейшов до академії шотландського «Рейнджерса». У 2021 році він підписав свій перший контракт із клубом до 2024 року.
14 травня 2022 року в матчі проти «Гарт оф Мідлотіан» дебютував у шотландській Прем'єр-лізі. 30 листопада 2023 року в поєдинку Ліги Європи проти кіпрського «Аріса» Росс забив свій перший гол за «Рейнджерс». У 2024 році гравець допоміг клубу виграти Кубок шотландської ліги, зігравши у тому числі і у фінальному матчі проти «Абердіна» (1:0).

## Виступи за збірні
Виступав за юнацькі та молодіжні збірні Північної Ірландії.
17 листопада 2023 року у відбірковому матчі до чемпіонату Європи 2024 року проти збірної Фінляндії (0:4) Маккосленд дебютував за національну збірну Північної Ірландії.

## Досягнення
- Володар Кубка шотландської ліги: 2023/24